# Ministère des Affaires rurales (Suède)
Le ministère des Affaires rurales (Landsbygdsdepartementet) est un ministère du gouvernement suédois. À sa tête se trouve le ministre des Affaires rurales (Landsbygdsminister).
Il est issu du ministère de l'Agriculture (Jordbruksdepartementet), fondé en 1900. Il a été rebaptisé en octobre 2010.

## Liste des ministres

### Ministres de l'Agriculture (1900-2010)
- 1900-1905 : Theodor Odelberg
- 1905 : Alfred Petersson
- 1905-1906 : Gösta Tamm
- 1906-1909 : Alfred Petersson
- 1909-1911 : Oscar Nylander
- 1911-1914 : Alfred Petersson
- 1914-1917 : Johan Beck-Friis
- 1917 : Knut Dahlberg
- 1917-1920 : Alfred Petersson
- 1920 : Olof Nilsson
- 1920-1921 : Nils Hansson
- 1921-1923 : Sven Linders
- 1923-1924 : David Pettersson
- 1924-1926 : Sven Linders
- 1926-1927 : Paul Hellström
- 1927-1928 : Bo von Stockenström
- 1928-1930 : Johan Bernhard Johansson
- 1930-1932 : Bo von Stockenström
- 1932-1936 : Per Edvin Sköld
- 1936-1945 : Axel Pehrsson-Bramstorp
- 1945-1948 : Per Edvin Sköld
- 1948-1951 : Gunnar Sträng
- 1951-1957 : Sam B. Norup
- 1957 : Benrhard Näsgård
- 1957 : Nils G. Hansson
- 1957-1961 : Gösta Netzén
- 1961-1969 : Eric Holmqvist
- 1969-1973 : Ingemund Bengtsson
- 1973-1976 : Svante Lundkvist
- 1976-1978 : Anders Dahlgren
- 1978-1979 : Eric Enlund
- 1979-1982 : Anders Dahlgren
- 1982 : Claes Elmstedt (intérim)
- 1982-1986 : Svante Lundqvist
- 1986-1991 : Mats Hellström
- 1991-1994 : Karl Erik Olsson
- 1994-1996 : Margareta Winberg
- 1996-1998 : Annika Åhnberg
- 1998-2002 : Margareta Winberg
- 2002-2006 : Ann-Christin Nykvist
- 2006-2010 : Eskil Erlandsson

### Ministres des Affaires rurales (depuis 2010)
- 2010-2014 : Eskil Erlandsson
- 2014-2018 : Sven-Erik Bucht
- 2018-Aujourd'hui : Peter Kullgren